# Saló Internacional del Còmic de Barcelona de 1998
El 16è Saló Internacional del Còmic de Barcelona es va celebrar entre el dijous 7 i el diumenge 10 de maig de 1998 a l'Estació de França.
La 16a edició del certamen del 9è art va voler ser un homenatge a l'editor Josep Toutain, que havia mort el setembre de 1997. L'exposició central del Saló, dedicada a Toutain, va mostrar les diferents facetes del polivalent editor català, que també havia exercit de dibuixant i guionista. L'exposició va mostrar originals dels seus còmics dels anys 1950, com vinyetes de la sèrie policíaca Polito, chico moderno o del seu cèlebre personatge Silvya Millones, amb el qual a partir del 1952 es va fer popular. L'exposició també va incloure originals de Carlos Giménez, Josep Maria Beà, Berni Wrightson i Richard Corben. Així mateix, també va reunir objectes personals de l'editor català, com el seu característic foulard.
A més de les habituals taules rodones amb els autors de còmic, en la present edició, Ficomic, l'entitat organitzadora del Saló, va voler organitzar cada matí un mini congrés amb l'objectiu de reivindicar el llenguatge de la historieta com a mitjà de comunicació. A més, Ficomic també va programar diverses ponències sobre la situació professional del sector. Aquests debats havien sigut concebuts per Ficomic com el primer pas cap a una propera celebració d'un congrés que hauria de reunir a tots els sectors de l'àmbit del còmic, amb la finalitat de debatre sobre els problemes entorn de la professió.
L'expectació més gran del Saló la va protagonitzar segurament Stan Lee, que per primer cop a la història feia acte de presència a Barcelona. Fou l'únic cop que el guionista dels còmics de superherois com Spiderman, Hulk, Thor o Iron Man va visitar el Saló.
Les emissores COM Ràdio i Ràdio Sant Feliu, amb el programa Más allá de la viñeta. foren els mitjans de comunicació oficials del Saló del Còmic. Ambdues emissores es van instal·lar en un estand del Saló i van emetre retransmissions en directe amb entrevistes amb les estrelles presents al certamen. A més, el Saló també va comptar amb una televisió pròpia que va emetre a circuit tancat. Els periodistes i càmeres foren alumnes de l'escola Fak d'Art.

## Exposicions i activitats
Com d'habitud, les exposicions del Saló del Còmic foren parcialment ubicades a l'interior de vagons de tren aparcats a les vies de l'Estació de França.

### Exposicions centrals
- Exposició en homenatge a Josep Toutain.

- Exposició dedicada a la presència d'autors espanyols al mercat de còmic nord-americà. L'exposició va voler posar de manifest la progressiva presència d'autors espanyols en el mercat de superherois nord-americans, un curiós fenomen en auge en els darrers anys. Entre els dibuixants que van exhibir les seves obres hi van constar autors Carlos Pacheco, Pasqual Ferry, Salvador Larroca o Germán García.[1]

- Exposició Ciència-ficció o tecnologies del futur, produïda entre l'Institut Català de Tecnologia i la Universitat Politècnica de Catalunya. L'exposició va mostrar la presència de la tecnologia en els còmics de ciència-ficció dels anys 50, com per exemple les sèries Diego Valor o Átomo Kid.[2]

- Exposició dedicada al 40è aniversari de Mortadel·lo i Filemó, els dos cèlebres personatges de Francisco Ibáñez.[1]

### Exposicions dedicades als guanyadors de l'edició precedent
- Exposició monogràfica dedicada a l'il·lustrador Enrique Ventura, guanyador del Gran Premi del Saló de 1997.

- Exposició monogràfica dedicada a l'il·lustrador Felipe Hernández Cava, guanyador de la Millor Obra de 1997 per El artefacto perverso.

- Exposició monogràfica dedicada a Beto Hernández, guanyador de la Millor Obra Estrangera de 1996 per Río Veneno.

- Exposició monogràfica d'Albert Monteys, proclamat Autor revelació a l'edició de 1997.

### Exposicions i activitats fora de l'Estació de França
- El còmic a Barcelona 12 x 21, al Palau de la Virreina.[1]
- Ciutat i còmic; al Centre de Cultura Contemporània.
- Tebeos a l'antic Egipte: El món de l'Egipte faraònic a través dels còmics, a la Societat Catalana d'Egiptologia.
- Alfons López, trenta anys de vinyetes, a l'Ateneu Barcelonès.
- III Milennium Memory, de Luis Royo, a la llibreria Norma.

## Palmarès

### Gran Premi del Saló
- Víctor Mora[4]

### Millor obra
| Títol               | Autor                | Editorial |
| ------------------- | -------------------- | --------- |
| El peu fregit       | Miguel Calatayud     | Camarasa  |
| El peu fregit       | Miguel Calatayud     | Mac Diego |
| El amor duele       | Keko Ramón de España | Glénat    |
| Estados carenciales | Javier Olivares      | Camaleón  |

### Millor obra estrangera
Premi sense dotació econòmica
| Títol                | Títol original                 | Autor         | Editorial | País         |
| El Club de la Sangre | Blood Club, featuring Big Baby | Charles Burns | La Cúpula | Estats Units |
| Contrato con Dios    | Contract with God              | Will Eisner   | Norma     | Estats Units |
| Reyerta en la feria  | Casse-pipe à la Nation         | Jacques Tardi | Norma     | França       |

### Autor revelació
A partir d'aquest edició, el premi a l'autor revelació va passar a denominar-se premi Josep Toutain, en memòria de l'editor català mort feia uns mesos.
| Autor         | Títol                | Editorial          |
| ------------- | -------------------- | ------------------ |
| María Colino  | Rabia máxima         | Under Còmic        |
| Juaco Vizuete | El resentido         | La Cúpula          |
| Sergio Bleda  | El Baile del Vampiro | Planeta-DeAgostini |

### Millor guió
| Títol                            | Autor              | Editorial |
| -------------------------------- | ------------------ | --------- |
| El prolongado sueño del doctor T | Max                | La Cúpula |
| Black Deker                      | Fernando de Felipe | Glénat    |
| El peu fregit                    | Miguel Calatayud   | Camarasa  |
| El peu fregit                    | Miguel Calatayud   | Mc Diego  |

### Millor fanzine
| Títol             | Títol |
| ----------------- | ----- |
| Idiota y Diminuto |       |
| Dolmen            |       |
| Monográfico       |       |

### Pressupost
El Saló va comptar amb el mateix pressupost que en l'edició anterior, de 50 milions de pessetes. La Institució de les Lletres Catalanes va aportar 5 milions, l'Institut de Cultura va donar 6 milions i el Ministeri d'Educació, 7 milions. La resta del pressupost prové de la taquilla.